# 板垣河内守
板垣 河内守（いたがき かわちのかみ）は、戦国時代の武将。大宝寺氏の家臣。実名は不明。出羽国飽海郡宮田館主。

## 略歴
板垣兼信の末子の義之の苗裔とされ、板垣兼富の族子とされる。
天正9年（1581年）大宝寺義氏の清水城侵攻に従軍した。義氏が家臣・東禅寺義長の裏切りに遭い自刃すると河内守はそのまま義興を支持し、最上氏方の諸豪族と戦う。
しかし、義興が自刃すると今度は義勝（上杉氏）に、慶長出羽合戦後は最上氏に仕えるなど、戦国時代末期における動乱の庄内地方にて主君となるべき人物を渡り歩いた。また、河内守の代に姓を石垣氏に改めたとされている。
元和8年（1622年）、最上氏が改易されると替わって庄内に入部してきた酒井氏に仕えようと試みるもこれはならず、浪人となり帰農したという。